# 18-я пулемётно-артиллерийская дивизия
18-я пулемётно-артиллерийская дивизия (18 пулад, в/ч 05812) — тактическое соединение (дивизия) Сухопутных войск Российской Федерации. Находится в составе Восточного военного округа ВС России.
Штаб дивизии расположен в посёлке Горячие Ключи на острове Итуруп. 18 пулад примечательна тем, что является единственным пулемётно-артиллерийским соединением в Вооружённых Силах, причём единственной нерасформированной дивизией Сухопутных войск при А. Сердюкове в ходе реформ 2008—2013 годов.
Другое наименование Курильский укреплённый район.
Сформирована в 1978 году на базе нескольких частей 129-й учебной мотострелковой дивизии послевоенного формирования.

## История
Сформирована 19 мая 1978 года в п. Князе-Волконское под Хабаровском. Сразу же переведена на острова Итуруп и Кунашир.
На конец 1980-х дивизия входила в состав 51-й общевойсковой армии, в которую входили вооружённые формирования, дислоцированные на Курильских островах и Сахалине.
Летом 2022 года подразделения дивизии участвовали во вторжении в Украину на Славянском направлении. Один из военнослужащих дивизии, погибших в боях за Краснополье, удостоен звания Героя Российской Федерации.
По итогам 2024 года дивизия стала лучшим соединением в Сухопутных войсках

## Состав (дислокация)
- управление;
- 1-й пулемётно-артиллерийский батальон;
- 2-й пулемётно-артиллерийский батальон;
- мотострелковый батальон мобильный (на МТ-ЛБ);
- танковая рота (9 ед. Т-72Б);
- противотанковый артиллерийский дивизион (18 ед. 2С5 или 6 ед. 2С5 и 12 ед. 2А36);
- реактивная артиллерийская батарея (6 ед. 9К51);
- батарея ПТУР;
- зенитный ракетно-артиллерийский дивизион (6 ед. «Стрела-10», 6 ед. «Шилка», 27 ед. 9К38 «Игла»);
- зенитный ракетный дивизион (8 ед. Тор-М2У);
- инженерно-сапёрная рота;
- рота РЭБ;
- рота управления (связи);
- рота РХБЗ;
- рота материального обеспечения;
- ремонтная рота.

### 1990
- управление
- 484-й пулемётно-артиллерийский полк (г. Южно-Курильск);
- 605-й пулемётно-артиллерийский полк (с. Горячие Ключи);
- 1527-й отдельный пулемётно-артиллерийский батальон (п. Крабозаводское);
- 110-й отдельный танковый батальон (с. Горячие Ключи);
- 209-й отдельный зенитный ракетно-артиллерийский дивизион (с. Горячие Ключи);
- реактивный артиллерийский дивизион;
- 911-й отдельный батальон материального обеспечения (с. Горячие Ключи);
- 584-й отдельный ремонтно-восстановительный батальон (с. Горячие Ключи);
- 614-й отдельный инженерно-сапёрный батальон (с. Горячие Ключи);
- 1114-й отдельный батальон связи (с. Горячие Ключи);
- 308-й отдельный медицинский батальон (г. Южно-Курильск);
- отдельная ремонтная рота (с. Горячие Ключи);
- отдельная рота химической защиты (с. Горячие Ключи);
- ОВКР (с. Горячие Ключи).[5]

### 2017
В составе дивизии:
- управление дивизии (Горячие Ключи)
- Рота БПЛА (о. Итуруп).
- Рота управления (о. Итуруп).
- Пожарная команда
- 46-й пулемётно-артиллерийский (ранее 484) полк, в/ч 71435 (пос. Лагунное на острове Кунашир);
- 49-й пулемётно-артиллерийский (ранее 605) полк, в/ч 71436 (Горячие Ключи)

## Вооружение и военная техника (ВВТ)
Основное вооружение дивизии:
- БМ-21 «Град» — 18 единиц;

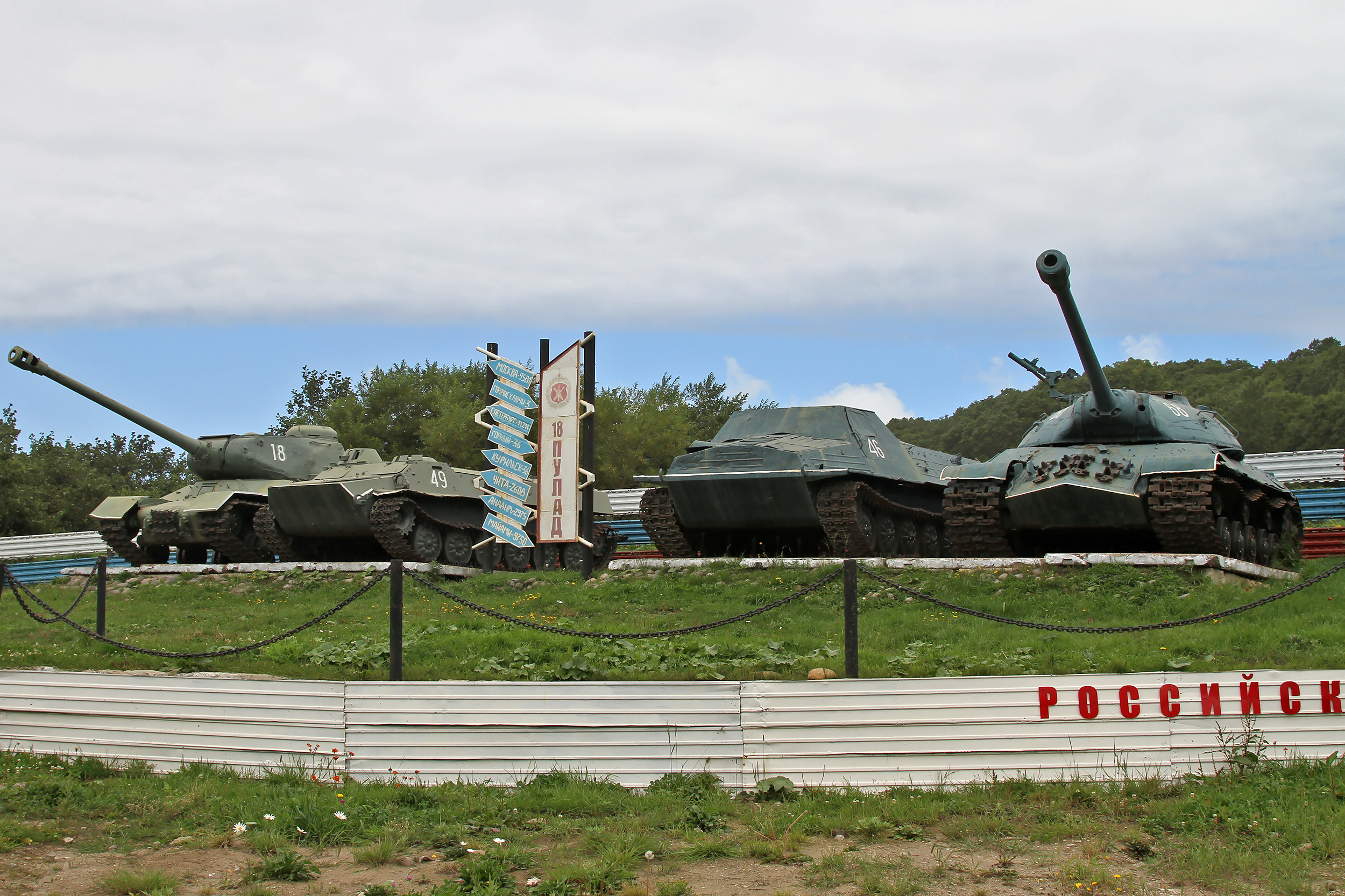
Монумент

- 152-мм САУ 2С5 и 152-мм пушка «Гиацинт-Б» — 36 единиц;
- 9К37М1 «Бук-М1» — 12 единиц;
- 9К35 «Стрела-10» — 12 единиц;
- ЗСУ-23-4 «Ши́лка» — 12 единиц;
- 122-мм гаубица Д-30 — 18 единиц;
- 100-мм полевая пушка БС-3 — 12 единиц;
- 82-мм миномёт 2Б14 «Поднос» — 18 единиц;
- ЗУ-23-2 — 8 единиц;
- БМ 9А331МУ — 8 единиц;
- Т-80БВ — 94 единицы;
- МТ-ЛБ — н/д[10][11].

## Командиры
- полковник Морозов, Иван Сергеевич (1976—1979)
- генерал-майор Мельничук, Фёдор Иванович (1979—1981)
- генерал-майор Костенко Анатолий Иванович (1981—1984)[12].
- генерал-майор Ситников В. И. (1984—1986)
- полковник Подашев В. Б. (1986—1988)
- генерал-майор Калышев Николай Ильич (1988—1990)
- генерал-майор Хлопцев В. В. (1990—1991)
- генерал-майор Ениватов В. Г. (1991—1994)
- генерал-майор Журавлёв С. Л. (1994—1996)
- генерал-майор Гусев В. Г. (1996—1998)
- генерал-майор Курликов Александр Викторович (1998 — ноябрь 2002)[13].
- генерал-майор Козлов Владимир Александрович (ноябрь 2002 — май 2007)[14]
- полковник Асапов Валерий Григорьевич (май 2007 — июль 2009)
- полковник Климовских Сергей Евгеньевич (июль 2009 — июнь 2010)
- полковник Кирси Павел Валентинович (июнь 2010 — июнь 2011)[15].
- генерал-майор Краев Дмитрий Владимирович (с июня 2011)[15].
- генерал-майор Абдулхаджиев Руслан Магомедович (2019—2020)
- полковник Моисеев Олег Львович (2020-…)